# U-852
| U-851                      | U-851 | U-851 |
| -------------------------- | --- | --- |
|                            | | |
|                            | | |
|                            | | |
| Під прапором               | Третій Рейх | Третій Рейх |
| Спуск на воду              | 28 січня 1943 року | 28 січня 1943 року |
| Виведений зі складу флоту  | 15 червня 1943 року | 15 червня 1943 року |
| Сучасний статус            | 3 травня 1944 року потоплений біля східного берега Сомалі після того, як сів на мілину, ухиляючись від атаки шести британських літаків типу «Веллінгтон»        | 3 травня 1944 року потоплений біля східного берега Сомалі після того, як сів на мілину, ухиляючись від атаки шести британських літаків типу «Веллінгтон»        |
| Проєкт                     | | |
| Тип ПЧ                     | Торпедний ДПЧ | Торпедний ДПЧ |
| Розробник проєкту          | Deutsche Schiff- und Maschinenbau, AG Weser, Бремен | Deutsche Schiff- und Maschinenbau, AG Weser, Бремен |
| Основні характеристики     | | |
| Швидкість (надводна)       | 20,8 вузла | 20,8 вузла |
| Швидкість (підводна)       | 6,9 вузла | 6,9 вузла |
| Робоча глибина занурення   | 100 м | 100 м |
| Гранична глибина занурення | 230 м | 230 м |
| Автономність плавання      | 12 750 миль (23 610 км) на швидкості 10 вузлів (19 км/год) (у надводному положенні) 57 миль (106 км) на швидкості 4 (7,4 км/год) вузли (у підводному положенні) | 12 750 миль (23 610 км) на швидкості 10 вузлів (19 км/год) (у надводному положенні) 57 миль (106 км) на швидкості 4 (7,4 км/год) вузли (у підводному положенні) |
| Екіпаж                     | 65 осіб | 65 осіб |
| Розміри                    | | |
| Довжина найбільша (по КВЛ) | 87,58 м | 87,58 м |
| Ширина корпусу найб.       | 7,5 м | 7,5 м |
| Висота                     | 10,2 м | 10,2 м |
| Середня осадка (по КВЛ)    | 5,4 м | 5,4 м |
| Водотоннажність надводна   | 1610 т | 1610 т |
| Озброєння                  | | |
| Артилерія                  | 1 × 105-мм палубна гармата SK C/32 | 1 × 105-мм палубна гармата SK C/32 |
| Торпедно- мінне озброєння  | 4 носових і два кормових ТА. 24 торпеди або морські міни: 48 TMA чи 72 TMB                                                                                      | 4 носових і два кормових ТА. 24 торпеди або морські міни: 48 TMA чи 72 TMB                                                                                      |
| ППО                        | 1 × 37-мм зенітна гармата FlaK 36/37/43 2 (1 × 2) × 20-мм зенітні гармати FlaK 30                                                                               | 1 × 37-мм зенітна гармата FlaK 36/37/43 2 (1 × 2) × 20-мм зенітні гармати FlaK 30                                                                               |
| Авіація                    | 1 × безмоторний розвідувальний автожир Fa 330 | 1 × безмоторний розвідувальний автожир Fa 330 |

U-852 — німецький підводний човен океанського класу типу IXD2, що входив до складу Крігсмаріне за часів Другої світової війни. Закладений 15 квітня 1942 року на верфі Deutsche Schiff- und Maschinenbau, компанії AG Weser у Бремені. Спущений на воду 28 січня 1943 року, а 15 червня 1943 року корабель увійшов до складу 4-ї навчальної флотилії ПЧ ВМС нацистської Німеччини. Єдиним командиром човна був капітан-лейтенант Гайнц-Вільгельм Ек.

## Історія
U-852 належав до німецьких великих океанських підводних човнів типу IXD2, спеціального підтипу субмарин, призначених для в Південній Атлантиці та Індійському океані, а на завершальній стадії Другої світової війни — як проривач блокади для зв'язку з Японією. Через своє призначення — діяти у віддалених регіонах Світового океану, човен мав на борту складаний буксируваний автожир Fa 330 («Плиска»), здатний підніматися на висоту до 120 м.
18 січня 1944 року U-852 вийшов у перший і останній бойовий похід в Індійський океан, під час якого потопив 2 судна сумарною водотоннажністю 9972 брутто-реєстрових тонн.
30 квітня 1944 року бомбардувальник «Веллінгтон», який летів з Адена, помітив в Індійському океані U-852 і атакував його глибинними бомбами. Пошкоджений човен вирушив до узбережжя Сомалі, однак, перш ніж дістатись до суходолу, його знову атакували шість бомбардувальників британської 621-ї ескадрильї. Капітан корабля мусив посадити човен на мілину на кораловому рифі приблизно за 20 кілометрів (12 миль) від берега. 7 членів екіпажів загинули, 59 втекли на берег, де їх незабаром взяли в полон бійці Сомалілендського верблюжого корпусу та місцеві ополченці.
Британська пошукова група дослідила зруйнований човен і знайшла бойовий журнал човна. Згідно записів, 13 березня 1944 року капітан-лейтенант Ек наказав розстріляти з кулеметів уламки грецького пароплава Peleus, оскільки боявся, що за уламками виявлять його човен, який належав до типу найповільніших і найвразливіших човнів німецького флоту. Внаслідок обстрілу загинули декілька грецьких моряків, які чіплялись за уламки. У листопаді 1945 року Ек і ще 4 офіцери постали перед британським судом в Гамбурзі за звинуваченням у скоєнні воєнного злочину. Ека і 2 офіцерів засудили до страти і 30 листопада їх розстріляли, решта двоє дістали різні терміни ув'язнення.

## Перелік затоплених U-852 суден у бойових походах
| №                                                      | Дата            | Назва    | Тип                | Належність      | Водотоннажність (брт) | Вантаж                                              | Конвой | Результат та координати                                               | Наслідки атаки для екіпажу   |
| ------------------------------------------------------ | --------------- | -------- | ------------------ | --------------- | --------------------- | --------------------------------------------------- | ------ | --------------------------------------------------------------------- | ---------------------------- |
| Перший похід (18.01—3.05.1944, 107 діб; Кіль—загибель) |                 |          |                    |                 |                       |                                                     |        |                                                                       |                              |
| 1                                                      | 13 березня 1944 | Peleus   | суховантажне судно | Греція          | 4695                  | баласт                                              |        | потоплено 2°00′ пд. ш. 10°00′ зх. д. / 2.000° пд. ш. 10.000° зх. д.   | 39 (36 загинули та 3 вижили) |
| 2                                                      | 1 квітня 1944   | Dahomian | суховантажне судно | Велика Британія | 5277                  | 5198 тонн генеральних вантажів, 17 літаків та пошта |        | потоплено 34°25′ пд. ш. 18°19′ сх. д. / 34.417° пд. ш. 18.317° сх. д. | 51 (2 загинули та 49 вижили) |